# Cathy Carr
Catherine L. (Cathy) Carr (Albuquerque, 27 mei 1954) is een Amerikaanse zwemster.

## Biografie
Carr won tijdens de Olympische Zomerspelen van 1972 de gouden medaille op de 100m schoolslag in een wereldrecord. Op de 4×100 meter wisselslag, veroverde zij samen met haar ploeggenoten de gouden medaille in een wereldrecord.
Carr werd getraind door olympisch kampioen vlinderslag Mike Troy.

## Internationale toernooien
| Jaar | Olympische Spelen                   |
| ---- | ----------------------------------- |
| 1972 | 100m schoolslag · 4×100m wisselslag |

1968: Đurđica Bjedov ·
1972: Cathy Carr ·
1976: Hannelore Anke ·
1980: Ute Geweniger ·
1984: Petra van Staveren ·
1988: Tania Dangalakova ·
1992: Jelena Roedkovskaja ·
1996: Penelope Heyns ·
2000: Megan Quann ·
2004: Luo Xuejuan ·
2008: Leisel Jones ·
2012: Rūta Meilutytė ·
2016: Lilly King ·
2020: Lydia Jacoby ·
2024: Tatjana Smith
1960: Burke, Kempner, Schuler, von Saltza ·
1964: Ferguson, Goyette, Stouder, Ellis ·
1968: Hall, Ball, Daniel, Pedersen ·
1972: Belote, Carr, Deardurff, Neilson ·
1976: Richter, Anke, Pollack, Ender ·
1980: Reinisch, Geweniger, Pollack, Metschuck ·
1984: Andrews, Caulkins, Meagher, Hogshead ·
1988: Otto, Hörner, Weigang, Meißner ·
1992: Loveless, Nall, Ahmann-Leighton, Thompson ·
1996: Botsford, Beard, Martino, Van Dyken ·
2000: Bedford, Quann, Thompson, Torres ·
2004: Rooney, Jones, Thomas, Henry ·
2008: Seebohm, Jones, Schipper, Trickett ·
2012: Franklin, Soni, Vollmer, Schmitt ·
2016: Baker, King, Vollmer, Manuel ·
2020: K. McKeown, Hodges, E. McKeon, Campbell ·
2024: Smith, King, Walsh, Huske